# Patricio Escobar
Patricio Escobar Cáceres (San José de los Arroyos, em Ca`aguy Ruguá, 17 de março de 1843 — Assunção, 19 de abril de 1912) foi um político e militar paraguaio, foi presidente da república de 25 de novembro de 1886 a 25 de novembro de 1890.
Lutou na Guerra do Paraguai, em várias batalhas, das quais se destacou em Cerro Corá e Ype-cuá. Durante seu governo foram fundados os partidos Liberal (Azul) e a Associação Nacional Republicana (Colorado) e deu forte ênfase à educação, com a reabertura de várias escolas e faculdades no País, como a Universidad Nacional de Asunción.